# Архитектура неокласицизма
Архитектура неокласицизма — архитектонски стил, створен неокласицистичким покретом, који је почео средином 18. века. У свом чистом облику то је стил, који углавном потиче из античне архитектуре, Витрувијанских принципа и дела италијанског архитекте Андреа Палладиа.
У иностраној историографији термин „неокласицизам” односи се на класични правац у архитектури и уметности последње трећине XVIII - прве трећине XIX века, за разлику од класицизма XVII века, као и каснијим обраћањима ка класичним идеалима. У Русији стилови ових епоха називају се "класицизам XVIII века" и "Александарски класицизам" или "ампир" (у Русији и у Француској), а термин "неокласицизам" односи се само на смер архитектуре и ликовне уметности касних 1900-1910-их, као и 1920-их и 1930-1950-их (на енглеском - Neoclassical Revival). У задње време примећена jе тенденција преласка на међународну терминологију.
Класицизам је уметнички правац у архитектури, који је настао у Француској на краљевском двору „Краља сунца“ Луја XIV одакле се проширује. Прва фаза се назива „барокни класицизам“ због употребе барокних елемената у њему. Класицизам се труди да се одвоји од барока и рококоа и да постане умеренији и једноставнији. У доба Наполеона Бонапарта се назива ампир који је преузимао елементе из античке Грчке и ренесансе и давао је нагласке на разум и разумљивост у стварању. У њему се сматра да се појединац мора подвргавати друштву. Класицизам је у највећем замаху у доба апсолутних монархија у Европи. Подржавали се се класичне форме које су биле инспирисане узокима из антике.

## Историја
Интелектуално неокласицизам је био симптом жеље за повратком ка „чистоћи“ римске уметности, нејаснијој перцепцији („идеалу“) уметности античне Грчке и, у мањој мери,  класицизму ренесанса из XVI века, који је такође био извор академске архитектуре барока.
Многи архитекте неокласицизма почетка XIX века налазили су се под утицајем цртежа и пројеката Етјена-Луи Буље и Клод-Никоља Ладуа. Бројни графички цртежи Буље и његових ученика показују слободну геометријску архитектуру, која имитира вечност Универзума. Постоји веза између идеја Буље и концепта узвишеног, који је створио Едмунд Борке. Ладу jе заинтересовао карактер архитектуре: тврдио jе, да зграда треба одмах да преноси своју функцију посматрачу.  Такве идеје порађају „архитектуру која говори“.

### Паладијанизам
Повратак класичнијим архитектонским облицима као реакција на стил рококо може се приметити у појединачноj архитектури Европе почетка XVIII века, која је најјаче представљена у паладијској архитектури георгианске Британије и Ирске.
Стил бароко никад није био подпуно енглески. У првој четвртини XVIII века биле су објављене четири важне књиге, које су нагласиле једноставност и чистоћу класичне архитектуре: «Vitruvius Britannicus» (Колен Кемпбел, 1715), "Четири књиге Паладио о архитектури" (1715), «De Re Aedificatoria» (1726) и "Пројекти Иниго Джонса ... са појединачно додатним конструкцијама" (1727). Најпопуларнији су постали четири дела "Vitruvius Britannicus" Колена Кемпбела. Књига је садржала архитектонске гравире познатих британских зграда, инспирисане познатим архитектима од Витрувија до Паладио. Напочетку у књизи су углавном били представљени радови Иниго Джонса, али у следећим деловима били су такође цртежи и дијаграме Кемпбела и других архитеката XVIII века. Паладијска архитектура се чврсто утврдила у Британији XVIII века.
У авангарди нове архитектонске школе био је "гроф архитектуре" Ричард Бојл, тречи гроф Берлингтон; 1729 године заједно са Вилјамом Кентом он jе пројектовао "Чизик-хаус". Та кућа  је постала реинтерпретацијом паладијске виле Капра, али била jе очишћена од детаља и украса XVI века. Овај намерни недостатак украса био је особином паладијанизма. 1734 године Вилјам Кент и лорд Берлингтон су пројектовали Холкхем-Халу у Норфолку - један од најбољих примера паладијске архитектуре Енглеске. Главни блок ове куће прилично је испратио упутства Паладиа за разлику од ниских, често одмакнутих, крила зграда домаћинства.
Овај класицистички смер такође се показао, мада у мањој мери, у архитектури каснијег барока у Паризу, на пример, у источном делу Лувра, који је пројектовао Клод Перо. То одступање је било примећено и у Риму на реконструисаној фасади Латеранске базилике.

### Неокласицизам
Ка средини XVIII века покрет се проширио и обухватио широк спектар класичних утицаја, укључујући и оне из Древне Грчке. Прелаз у неокласицистичку архитектуру традиционално се рачуна од 1750-их. Прво се десио у Енглеској и Француској. Што се тиче Енглеске: ископавања сира Вилијама Хамилтона у Помпејама и другим местима, утицај великих турнеја и дела Вилјама Чемберса и Роберта Адама су били кључни у томе. У Француској смер jе покренула генерација француских студената, који су студирали у Риму и налазили се под утицајем дела Јохана Јоахима Винкелмана. Стил су такође преузели прогресивни кругови у другим земљама, као што су Шведска и Русија.
Рани центар неокласицизма била је Италија, посебно Напуљ, где су дворски архитекти попут Луиђи Ванвители и Фердинандо Фуге рестаурирали класичне, паладијске и маниристичке форме у својој архитектури барока (такав покрет се види и у каснијим радовима дворског архитекте Филипа Јувари у Торину. Пратећи њихов пример, Ђовани Антонио Медрано почео је градити прве заиста неокласицистичке зграде у Италији 1730-их. У исто време Алесандро Помпеи је увео неокласицизам у Млетачку (Венецијанску) Републику, изградивши један од првих лапидарија у Европи у Верони у дорском стилу (1738). У истом периоду Тоскани неокласицистичке елементе jе представио архитекта Јан Никола Жадо де Виљ-Исеj, дворски архитекта Франца Стефана Лотарингије. Под руководством Жадо Гаспаре Паолети био је развијен оригиналан неокласицистички стил, који је претворио Фиренцу у главни центар неокласицизма на полуострву. У другој половини века неокласицизам је такође процветао у Торину, Милано (Ђузепе Пермарини) и Трсту (Матео Перч). У последња два града, као и у Тоскани, умерени неокласицистички стил био је повезан са реформизмом владајућих хапсбуршких просветљених монарха. Међутим, стил рококо остајао је врло популаран у Италији све до Наполеонских режима, који су донели нови археолошки класицизам, који jе био примљен као политичка изјава младим, напредним, градским италијанима са републиканским склоностима.
Примером међународне неокласицистичке архитектуре могу да послуже зграде Карла Фридериха Шинкеља, посебно Стари музеј у Берлину, Енглеска банка сира Џона Соуна у Лондону и Бела кућа и Капитол у Вашингтону. Стил је био интернационални. Балтиморска катедрала (сада Национални Храм Успења Блажене Деве Марије), коју је пројектовао Бенжамин Хенри Латроб 1806 године, један је од најбољих примера неокласицистичке архитектуре у свету.
Следећи талас неокласицизма, озбиљнији, проучаванији и у већоj мери археолошки, повезан је са успехом Наполеонског царства. У Француској прва фаза неокласицизма је изражена у "стилу Луија XVI", а друга - у стиловима, који се називају "директориј" или "ампир".
У декоративној уметности примером неокласицизма служи намештај у стилу "ампир"; Енглески намештај Чиппендејла, Џорџа Хеплуајта и Роберта Адама, барељефи Веџвуда и вазе "црни базалти", као и аустријски намештај у стилу бидермајера. Шкотски архитекта, Чарлс Камерон, створио је луксузне италијанске ентеријере за царицу немачког порекла, Катарину II, у Санкт Петербургу.

### Дизајн ентеријера
Што се тиче унутрашње структуре просторија, неокласицизам се развио под утицајем открића Помпеја и Херкуланума. Они су започели крајем 1740-их, али су широку публику досегли тек у 1760-им, уз помоћ првих величанствених делова строго контролисане дистрибуције „Антика Херкуланума“ (итал: Le Antichità di Ercolano). 
Тамо jе показано, да чак и најкласичнији ентеријери барока или нај "римске" собе Вилјама Кента били су основани на базилики и спољној архитектури храма, која jе била концентрисана на спољашности. Одавде се и појавио њихов често помпозан изглед за савремен поглед: забатски оквири прозора претворили су се у позлаћена огледала, камине, окруњени фасадама храма.

## Архитектура класицизма
Чињеница је да се од 18. века могло очекивати једно револуционарно време и француска је буржоазија била у свом прогресивном кретању, видимо како она има своје друштвене политичке циљеве и мишљење које је као и мишљење античке идеологије пружало грађанству слободе. Целокупна уметност и римска и грчка постала је идеал уметности буржуазије. “Лепота се не налази у природи већ су је створили Грци”. Требало је да уметници задовоље тежњу буржуазије у античком, римском и грчком свету. Такове се идеје распростиру по целој Европи. Русо говори о повезивању економском и културном на западу. Маркс је указао да је то уметност у којој измиче оно што је битно у уметности- живот. Тек савремена кретања потпуно рашчишћавају схватања класицизма. Но класицизам је као школа јалово замро. Као одлучна опозиција против “грекоманије” класициста наступа са својим тезама о слободи романтизам.
Архитектонски објекти су једноставни са поједностављеном декорацијом, имају троугласте штитове, равне и чисте линије, употребљавају стилске античке ступове у архитектури и граде се објекти као банке, уреди, болнице, позоришта, док се не граде сакрални објекти у ово доба. Типични су француски паркови који се карактеришу симетричним стазама, алејама, водоскоцима и у којим се стабла шишају у геометријским формама. Све се одликује строгим редом и чврстим правилима.
У класицистичкој архитектури 16. века је италијански архитекта Андреа Паладио (1508.- 1580) развијао паладионозам у коме се труди за установљавањем пропорција грађевина и њених елемената а израз је достојанствен и хладан. Овај правац је пренечен у друге земље Европе (Француска, Енглеска, Холандија и Немачка- у једном делу).